# Nuoto in acque libere ai campionati mondiali di nuoto 2009 - 25 km femminili
La gara dei 25 km femminili di nuoto in acque libere ai campionati mondiali di nuoto 2009 si è svolta la mattina del 25 luglio 2009 al Lido di Ostia a Roma, in Italia. Hanno partecipato alla competizione 18 atlete.

## Medaglie
| Pos. | Atleta          | Nazionalità |
| ---- | --------------- | ----------- |
|      | Angela Maurer   | Germania    |
|      | Anna Uvarova    | Russia      |
|      | Federica Vitale | Italia      |

## Risultati
| Pos.    | Atleta                | Nazionalità | Tempo     | Distacco |
| ------- | --------------------- | ----------- | --------- | -------- |
| Oro     | Angela Maurer         | Germania    | 5:47:48.0 |          |
| Argento | Anna Uvarova          | Russia      | 5:47:51.9 | 3.9      |
| Bronzo  | Federica Vitale       | Italia      | 5:47:52.7 | 4.7      |
| 4       | Margarita Dominguez   | Spagna      | 5:48:37.6 | 49.6     |
| 5       | Celia Barrot          | Francia     | 5:49:00.7 | 1:12.7   |
| 6       | Linsy Heister         | Paesi Bassi | 5:49:08.1 | 1:20.1   |
| 7       | Martina Grimaldi      | Italia      | 5:49:36.7 | 1:48.7   |
| 8       | Stefanie Biller       | Germania    | 5:50:08.8 | 2:20.8   |
| 9       | Natalia Pankina       | Russia      | 5:50:36.8 | 2:48.8   |
| 10      | Eva Fabian            | Stati Uniti | 5:50:41.5 | 2:53.5   |
| 11      | Emily Hanson          | Stati Uniti | 5:53:01.6 | 5:13.6   |
| 12      | Esther Nunez Morera   | Spagna      | 6:06:45.7 | 18:57.7  |
| 13      | Shelley Clark         | Australia   | 6:07:31.7 | 19:43.7  |
| 14      | Cathy Dietrich        | Francia     | 6:08:27.4 | 20:39.4  |
| 15      | Lili Anzueto Moguel   | Messico     | 6:29:49.1 | 42:01.1  |
| -       | Kate Brookes-Peterson | Australia   | dnf       | dnf      |
| -       | Zaira Cardenas        | Messico     | dnf       | dnf      |
| -       | Nika Kozamernik       | Slovenia    | dns       | dns      |